# Quoyloo

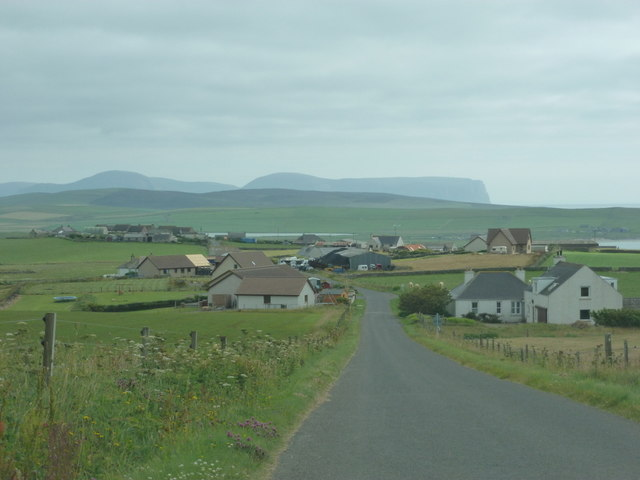
Blick von Norden auf den Ort

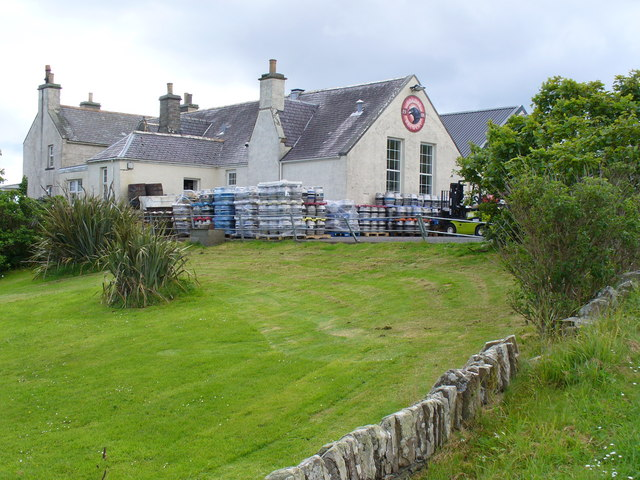
Brauerei in Quoyloo

Quoyloo ist eine Ortschaft, die im Nordwesten der zu Schottland zählenden Orkneyinseln liegt.

## Geographie
Quoyloo liegt im Westen der Insel Mainland, etwa fünf Kilometer westlich von Dounby.

## Historisches
Im Rahmen der historischen Gliederung Schottlands in Civil Parishes zählt Quoyloo zu Sandwick. Eine ehemalige Schule ist zu einer Brauerei umgebaut worden.